# اسکات می
اسکات می (انگلیسی: Scott May؛ زادهٔ ۱۹ مارس ۱۹۵۴) بازیکن بسکتبال اهل ایالات متحده آمریکا بود.
از باشگاه‌هایی که در آن بازی کرده‌است می‌توان به دیترویت پیستونز، شیکاگو بولز، میلواکی باکس، و ویرتوس رم اشاره کرد.
وی در مسابقات کشوری و بین‌المللی در مجموع برندهٔ ۱ مدال طلا شده‌است.